# 蕭龍 (導演)
蕭龍，原名奚華安，是香港電影導演。

## 生平
1978年在思遠影業公司編劇成龍作《蛇形刁手》及《醉拳》。早年北京中央戲劇學院畢業。1962年來香港當演員，參演話劇、電視劇、廣播劇、歌劇、舞蹈表演。之後，旅居新加坡，創辦話劇團及舞蹈團。21世紀後於泰國、馬來西亞導演電影、電視劇及話劇。

## 影視作品
- 1976年, 《鬼胎》
- 1977年,《霸王谷》
- 1978年,《蛇形刁手》
- 1978年, 《醉拳》(1978)
- 1980年, 《蛇貓鶴混形拳》
- 1981年, 《處決》
- 1984年, 《南拳王》
- 1986年, 《小毛孩奪寶奇緣》
- 1989年, 《捉鬼大師》
- 1997年, 《李逵傳奇》
- 1998年, 《大漠梟雄》
- 2013年, 《守望女》

## 外部參考
- 香港電影導演大全, 蕭龍 (導演) （页面存档备份，存于）